# Campeonato Europeu de Atletismo em Pista Coberta de 2017 - 3000 m masculino
A prova dos 3000 metros masculino do Campeonato Europeu de Atletismo em Pista Coberta de 2017 foi disputada entre os dias 3 e 5 de março de 2017 na Arena Kombank em Belgrado,  na Sérvia. 

## Recordes
Antes desta competição, os recordes mundiais e do campeonato nesta prova eram os seguintes:
|                       | Nome           | Nacionalidade | Tempo     | Local     | Data                    |
| --------------------- | -------------- | ------------- | --------- | --------- | ----------------------- |
| Recorde mundial       | Daniel Komen   | Quênia        | 7m 24s 90 | Budapeste | 6 de fevereiro de 1998  |
| Recorde do campeonato | Ali Kaya       | Turquia       | 7m 38s 42 | Praga     | 7 de março de 2015      |
| Recorde europeu       | Sergio Sánchez | Espanha       | 7m 32s 41 | Valência  | 13 de fevereiro de 2010 |

## Medalhistas
| Ouro               | Prata                     | Bronze               |
| Adel Mechaal (ESP) | Henrik Ingebrigtsen (NOR) | Richard Ringer (GER) |

## Cronograma
Todos os horários são locais (UTC+2).
| Data       | Hora  | Evento  |
| ---------- | ----- | ------- |
| 3 de março | 18:25 | Bateria |
| 5 de março | 16:55 | Final   |

## Resultados

### Bateria
Qualificação: 4 atletas de cada bateria  (Q) mais os 4 melhores qualificados (q). 
| Posição | Bateria | Atleta              | Nacionalidade | Tempo   | Notas   |
| ------- | ------- | ------------------- | ------------- | ------- | ------- |
| 1       | 1       | Jonas Leanderson    | Suécia        | 7:54.93 | Q       |
| 2       | 1       | Marouan Razine      | Itália        | 7:55.17 | Q       |
| 3       | 1       | Henrik Ingebrigtsen | Noruega       | 7:55.26 | Q       |
| 4       | 1       | Carlos Mayo         | Espanha       | 7:55.58 | Q       |
| 5       | 1       | Ali Kaya            | Turquia       | 7:56.36 | q       |
| 6       | 1       | Andreas Vojta       | Áustria       | 7:56.52 | Q       |
| 7       | 2       | Hayle İbrahimov     | Azerbaijão    | 7:57.74 | Q       |
| 8       | 2       | Aras Kaya           | Turquia       | 7:58.61 | Q       |
| 9       | 2       | Richard Ringer      | Alemanha      | 7:58.77 | Q       |
| 10      | 2       | Adel Mechaal        | Espanha       | 7:58.94 | Q       |
| 11      | 1       | Ramazan Özdemir     | Turquia       | 7:59.35 | q       |
| 12      | 2       | Yemaneberhan Crippa | Itália        | 7:59.76 | q       |
| 13      | 2       | Nick Goolab         | Reino Unido   | 8:02.49 |         |
| 14      | 1       | Volodymyr Kyts      | Ucrânia       | 8:04.96 |         |
| 15      | 2       | Marius Øyre Vedvik  | Noruega       | 8:06.69 |         |
| 16      | 1       | Jordi Torrents      | Espanha       | 8:12.51 |         |
| 17      | 2       | Dušan Makević       | Sérvia        | 8:14.34 |         |
| 18      | 1       | Jakub Zemaník       | Chéquia       | 8:14.50 |         |
| 19      | 2       | Samir Dahmani       | França        | 8:15.90 |         |
| 20      | 2       | Hlynur Andrésson    | Islândia      | 8:29.00 |         |
| 21      | 2       | Staffan Ek          | Suécia        | 8:56.06 |         |
| 22      | 2       | Tomas Cotter        | Irlanda       | DSQ     | R163.3b |
| 23      | 1       | Morhad Amdouni      | França        | DNS     |         |

### Final
A final aconteceu às 16:55 no dia 5 de março de 2017. 
| Posição           | Atleta              | Nacionalidade | Tempo   | Notas |
| ----------------- | ------------------- | ------------- | ------- | ----- |
| Medalha de ouro   | Adel Mechaal        | Espanha       | 8:00.60 |       |
| Medalha de prata  | Henrik Ingebrigtsen | Noruega       | 8:00.93 |       |
| Medalha de bronze | Richard Ringer      | Alemanha      | 8:01.01 |       |
| 4                 | Hayle Ibrahimov     | Azerbaijão    | 8:03.19 |       |
| 5                 | Jonas Leanderson    | Suécia        | 8:03.91 |       |
| 6                 | Marouan Razine      | Itália        | 8:04.19 |       |
| 7                 | Yemaneberhan Crippa | Itália        | 8:05.63 |       |
| 8                 | Carlos Mayo         | Espanha       | 8:06.15 |       |
| 9                 | Ali Kaya            | Turquia       | 8:08.92 |       |
| 10                | Andreas Vojta       | Áustria       | 8:09.18 |       |
| 11                | Ramazan Özdemir     | Turquia       | 8:10.99 |       |
| 12                | Aras Kaya           | Turquia       | 8:16.36 |       |

Legenda
| Recorde mundial       | Recorde mundial (World record)               |                       | Recorde africano                      | Recorde africano (African) |                                           | Q | Classificado por posição (Qualified) |
| Recorde do campeonato | Recorde do campeonato (Championship record)  | Recorde da América    | Recorde da América (Americas)         | q                          | Classificado por melhor tempo (Qualified) |   |                                      |
| Melhor marca do ano   | Melhor marca do ano (World leading)          | Recorde asiático      | Recorde asiático (Asian)              | DNS                        | Não largou (Did not start)                |   |                                      |
| Recorde nacional      | Recorde nacional (National record)           | Recorde europeu       | Recorde europeu (European)            | DNF                        | Não terminou (Did not finish)             |   |                                      |
| Recorde pessoal       | Recorde pessoal do atleta (Personal best)    | Recorde da Oceania    | Recorde da Oceania (Oceania)          | DSQ / DQ                   | Desclassificado (Disqualified)            |   |                                      |
| Recorde da temporada  | Recorde da temporada do atleta (Season best) | Recorde sul-americano | Recorde sul-americano (South America) | NM                         | Sem marca (No mark)                       |   |                                      |